# 天使之城 (2012年電影)
《天使之城》（英語：City of Dreams），是一部由南加州大学4.11枪击案改编而来，旨在纪念该事件的电影短片。
《天使之城》的制作团队大多为南加州大学的在校中国籍留学生，也包含部分其他国籍留学生。2012年4月11日发生在南加州大学附近的枪击案造成两名中国留学生遇难，该事件发生后曾遭遇媒体错误报道并迅速在国内外发酵，南加州大学留学生为澄清事实、遏止谣言而制作了记录短片《我们的声音》。同年5月，南加州大学留学生组织电影制作团队，共同制作微电影《天使之城》，希望通过电影短片这一形式悼念逝者、还原事实真相、并展现逝者所未能完成的梦想。

## 主要演员
- 卢德珵饰：杨一凡，美国某大学电子工程在读硕士。
- 袁小珊饰：张洁，美国某大学会计硕士。
- 张前前饰：何晓曦，美国某大学电子工程在读硕士。
- 裴龙饰：王鹏，美国某大学电子工程在读博士。
- 张泽川饰：一凡父亲
- 李晓佳饰：一凡母亲
- Avalon F. Nuño饰：房东女儿
- 西尔维娅.桑塔纳饰：房东
- 汤姆.麦克拉伦饰：西蒙教授

## 故事簡介
四个就读于美国大学硕士课程的年轻学生，经历着和所有离开家乡追求梦想的年轻人一样的境遇。一凡即将毕业，为了能在毕业的时候在公共交通不方便的洛杉矶找到工作，他买了一辆二手汽车， 同时他还要面对是留在美国寻找工作还是和女友晓曦一起回国的选择。他的好兄弟王鹏打算找教授坦诚自己一直以来想要放弃电子工程专业博士的学习，转投热爱已久的电影行业。张洁是晓曦的室友，刚刚结束会计专业的硕士课程。她一方面正在向着成为优秀会计师的方向努力，另一方面对于住所周围的不稳定治安，要与房东商议尽快搬家。
然而一场突如其来的惨剧打碎了原本平静的生活，改变了四个人生命轨迹。张洁成为惨剧直接的目击者，恐惧威胁着最后一丝勇敢，她会如何选择如何面对。。。